# カイロ (バンド)
カイロ (Cairo)は、アメリカのプログレッシブ・ロック・バンド。

## 略歴
1994年、プログレッシブ・ロック専門レーベル「マグナ・カルタ・レコード」を設立したマイク・ヴァーニーに送ったデモ・テープが認められ、バンド名と同名のアルバムでデビュー、その後、メンバー・チェンジを繰り返しながら、1998年と2001年にアルバムをリリースした。

## 音楽性
同じレーベル出身のシャドウ・ギャラリーやマジェランと同様、ハード・ロックを基本にプログレッシブ・ロックのアレンジや展開を取り入れ、表現の拡大を目指したサウンドを有している（そのため「プログレッシブ・メタル」にカテゴライズされる場合もある）。
1995年には、イエスのトリビュート・アルバム『テイルズ・フロム・イエスタデイ』に参加し「サウス・サイド・オブ・ザ・スカイ」を演奏している。

## メンバー
リリースした3枚のアルバム全てでメンバー構成が異なっている。従ってここではアルバムと関連した形で参加メンバーを記述する。
1994年 『時の砂』発表時
- マーク・ロバートソン (Mark Robertson) - キーボード、ボーカル
- ジェフ・ブロックマン (Jeff Brockman) - ドラムス
- アレック・ファーマン (Alec Fuhrman) - ギター
- ブレット・ダグラス (Bret Douglas) - ボーカル
- ロブ・フォーダイス (Rob Fordyce) - ベース、ボーカル

1998年 『コンフリクト・アンド・ドリームズ』発表時
- マーク・ロバートソン (Mark Robertson) - キーボード、ボーカル
- ジェフ・ブロックマン (Jeff Brockman) - ドラムス
- アレック・ファーマン (Alec Fuhrman) - ギター
- ブレット・ダグラス (Bret Douglas) - ボーカル
- ジェイミー・ブラウン (Jamie Browne) - ベース

2001年 『タイム・オヴ・レジェンズ』発表時
- マーク・ロバートソン (Mark Robertson) - キーボード、ボーカル
- ジェフ・ブロックマン (Jeff Brockman) - ドラムス
- ブレット・ダグラス (Bret Douglas) - ボーカル

※ 正式メンバーは上記の3名だけであり、ゲストとして以下の3名が参加している。
- ルイス・マルドナド (Luis Maldonado) - ギター
- ブライアン・ハッチソン (Brian Hutchison) - ギター
- ジョン・エヴァンス (John Evans) - ベース

## ディスコグラフィ

### スタジオ・アルバム
- 『時の砂』 - Cairo (1994年)
- 『コンフリクト・アンド・ドリームズ』 - Conflict and Dreams (1998年)
- 『タイム・オヴ・レジェンズ』 - Time of Legends (2001年)